# Offshore-Windpark Amrumbank West

Lage von Amrumbank West innerhalb der Windparks in der Deutschen Bucht und deren Anbindung ans Festland

Der Offshore-Windpark „Amrumbank West“ ist ein im Oktober 2015 in den Regelbetrieb genommener Offshore-Windpark in der deutschen Ausschließlichen Wirtschaftszone (AWZ) der Nordsee.

## Allgemeines
Der Offshore-Windpark entstand auf einer Fläche von 32 km² rund 35 km nordwestlich der Insel Helgoland und 18 km südwestlich der Amrumbank bei Wassertiefen von 20–25 Metern.
Nach Antrag vom 16. Juni 2000 wurde der Bau und Betrieb des Windparks mit 80 Windenergieanlagen (WEA) am 9. Juni 2004 vom Bundesamt für Seeschifffahrt und Hydrographie (BSH) auf Grundlage der Seeanlagenverordnung genehmigt. Die am Südrand des Baufeldes stehende Messplattform wurde bereits im Jahr 2005 errichtet.
Betreiberin war zunächst die Amrumbank-West GmbH, eine Betreibergesellschaft der E.ON. Mit der Inbetriebnahme des Windparks wurde 2015 die Amrum-Offshore West GmbH neue Betreibergesellschaft. Seit Ende 2019 ist sie Teil der RWE Renewables GmbH.
Die 80 Windenergieanlagen (WEA) vom Typ Siemens SWT-3.6-120 verfügen über eine Nennleistung von 3,78 MW und einen Rotordurchmesser von 120 Metern (die Länge eines Rotorblattes beträgt dabei 58,5 Meter). Mit ihnen soll Strom für 300.000 Haushalte erzeugt werden. Das Investitionsvolumen betrug rund 1 Milliarde Euro.
Nicht weit südlich des Baufeldes von Amrumbank West liegen die Offshore-Windparks Nordsee Ost und Meerwind.
Die feierliche Inbetriebnahme erfolgte im Februar 2016 bei einer Veranstaltung im Hafenmuseum Hamburg unter Anwesenheit von Johannes Teyssen (Vorstandsvorsitzender der E.ON), Olaf Scholz (Erster Bürgermeister von Hamburg), Uwe Beckmeyer (Parlamentarischer Staatssekretär beim Bundesministerium für Wirtschaft und Energie), Jörg Singer (Bürgermeister von Helgoland) und Dominik Schwegmann (Projektleiter).

## Bau
Zur Bauvorbereitung wurden im Sommer 2012 im vorgesehenen Baufeld Bodenuntersuchungen mit dem Forschungsschiff Ice Beam durchgeführt. Nach der Einrichtung einer 500-m-Sicherheitszone um die vorgesehenen äußeren Standorte der WEA zur Absicherung des Windpark-Baufeldes wurde im Mai 2013 mit den Bauarbeiten vor Ort begonnen.
Ab Januar 2014 wurden die 80 bis zu 300 Tonnen schweren Stahlfundamente vom Typ Monopile in den Meeresboden gerammt. Zum Heranbringen und Aufstellen der 80 Monopile-Elemente von Cuxhaven aus kam das große, sechsbeinige Errichterschiff MPI Discovery zum Einsatz, das von E.ON für den Bau von Offshore-Windparks gechartert wurde.
Am 11. Februar 2015 wurde die erste Turbine mithilfe des Errichterschiffs MPI Adventure installiert, das jeweils sieben Anlagen aus dem an der dänischen Küste befindlichen Esbjerg holt. Anschließend erfolgte die Inbetriebnahme der Windenergieanlagen parallel zur Installation weiterer Anlagen nach und nach. Im April 2015 speisten die ersten Anlagen Strom ins Netz ein. Die vollständige Inbetriebnahme des Windparks fand im Oktober 2015 statt.

## Netzanbindung

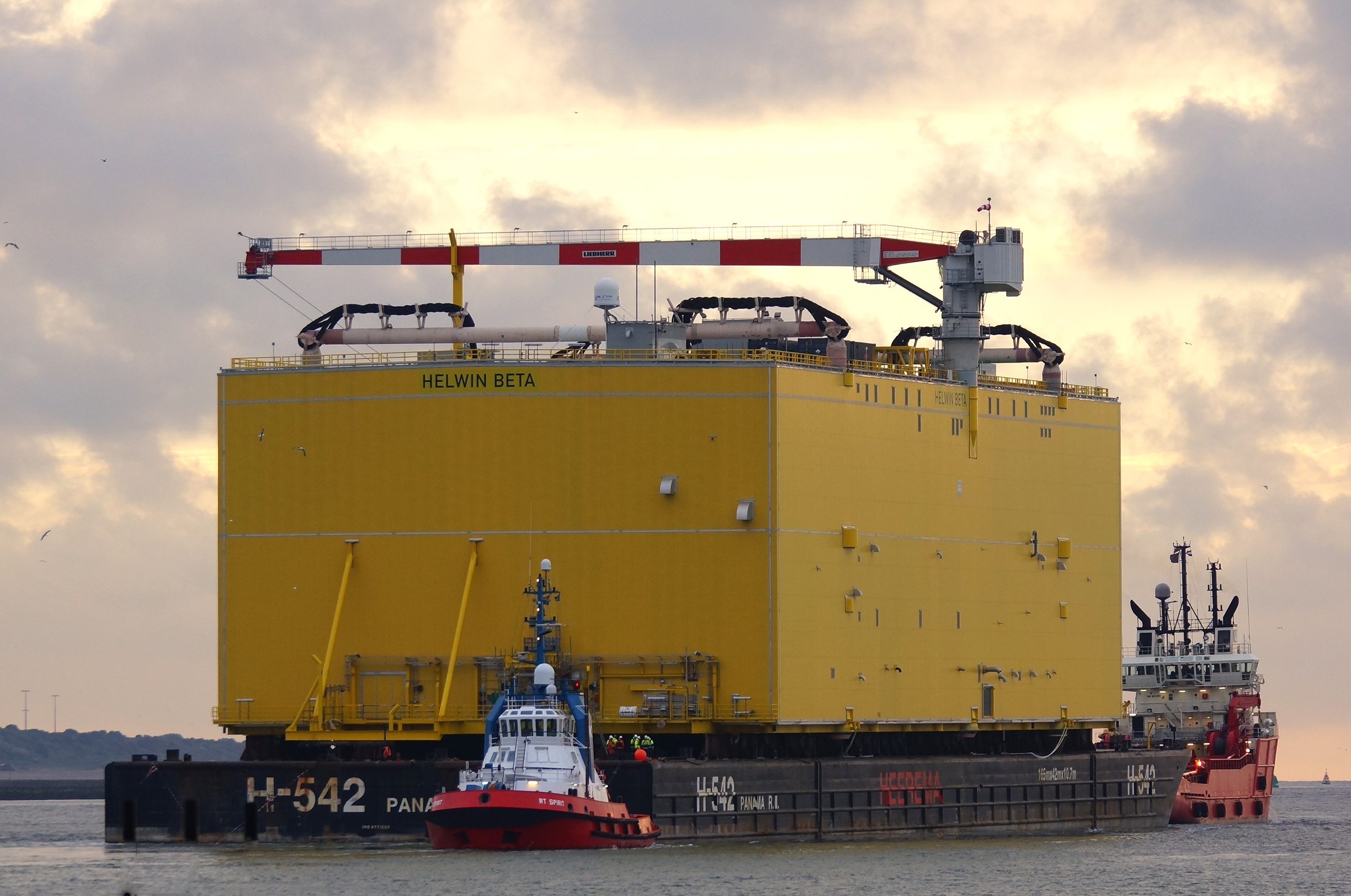
Die Konverter-Plattform HelWin beta beim Transport

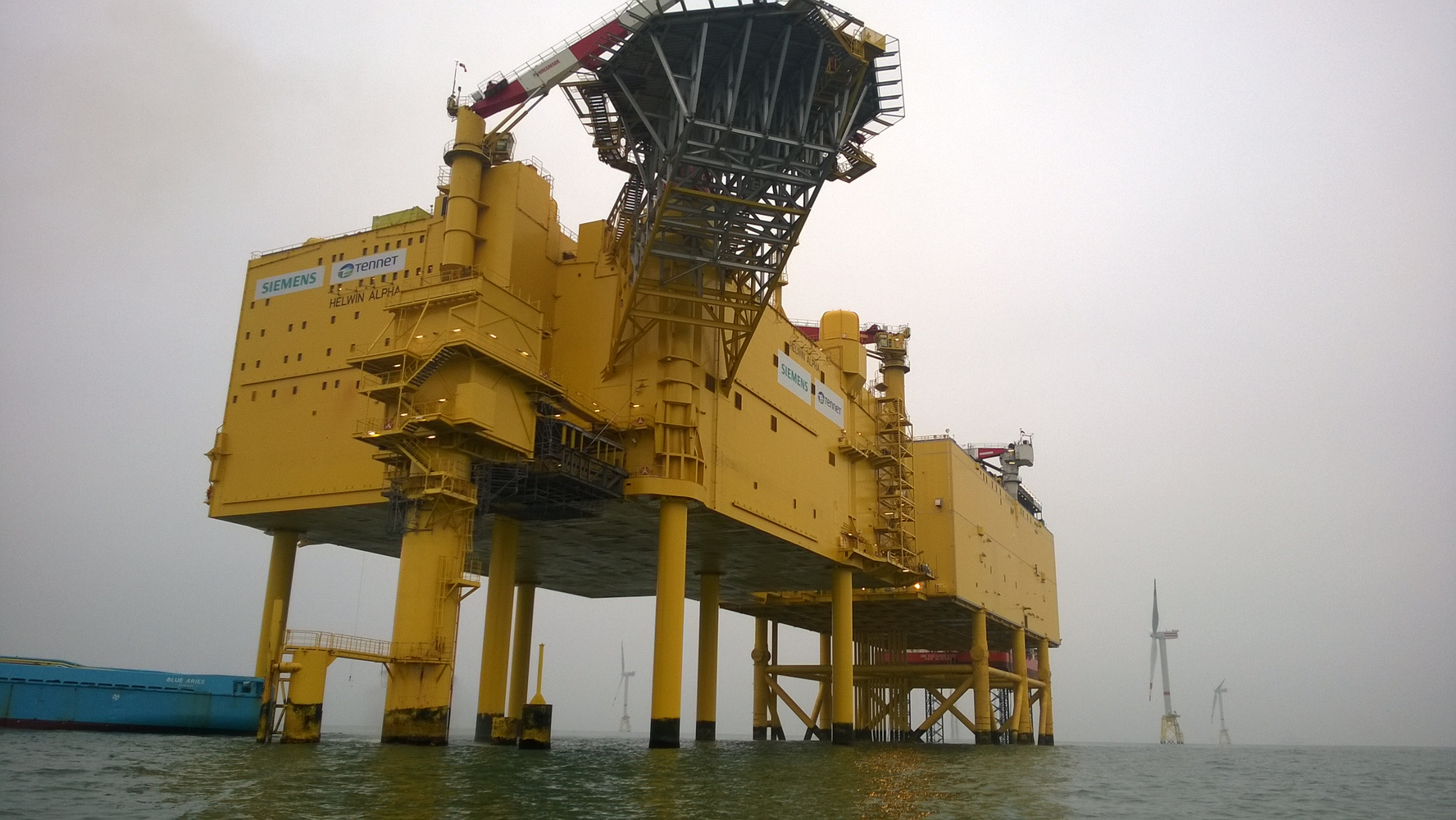
Die verbundenen Konverter-Plattformen HelWin alpha und HelWin beta

Die 80 Windenergieanlagen sind über rund 100 km lange Mittelspannungskabel mit einer Umspannplattform im Windpark verbunden, die den Dreiphasenwechselstrom (Drehstrom) von 33 kV auf Hochspannung von 155 kV transformiert. Von dort aus wird der Strom mittels einer Seekabel-Verbindung an das Offshore-HGÜ-System HelWin2 des Übertragungsnetzbetreibers Tennet TSO geleitet. An die Konverter-Plattform HelWin beta schließt auch der Offshore-Windpark Kaskasi mit einer Leistung von 325 MW direkt südlich vom OWP Amrumbank West an. Nach Umwandlung in Gleichstrom erfolgt die Übertragung über 130 km (davon 85 km Seekabel und 45 km Erdkabel) in die Konverterstation im Umspannwerk Büttel bei Büttel (Elbe).
Amrumbank West ist nach Borkum Riffgrund 1 der zweite deutsche Offshore-Windpark, dessen produzierter Strom systemstabilisierend ins deutsche Stromnetz eingespeist werden kann: RWE erhielt 2025 für den Windpark die Präqualifizierung für Sekundärregelleistung im Übertragungsnetz. Die Leistung des Windparks kann um bis zu 60 Megawatt auf Anforderung der Tennet reduziert werden. Die Vermarktung von Regelleistung eröffnet dem Betreiber zusätzliche Einnahmequellen.

## Betrieb
RWE nutzt für 28 Jahre ein Gelände auf Helgoland als Wartungs- und Servicepunkt.
Seit 2025 läuft die Subventionierung nach dem Erneuerbare-Energien-Gesetz für den erzeugten Strom sukzessive aus. Seitdem wird dieser als Ökostrom über Power Purchase Agreements an DB Energie, Badische Stahlwerke, Bosch, Freudenberg Gruppe, Infraserv Höchst, Mainova, Messer, Schott AG, Telefónica, Verallia, Vodafone, Wacker sowie ZF verkauft. Die Direktvermarktung erneuerbarer Energien zwischen Erzeuger und Abnehmer übernimmt RWE Supply & Trading.